# Alpheopsis allanhancocki
Alpheopsis allanhancocki är en kräftdjursart som beskrevs av Wicksten 1992. Alpheopsis allanhancocki ingår i släktet Alpheopsis och familjen Alpheidae. Inga underarter finns listade i Catalogue of Life.